# Теракт у Ґао (2017)
Теракт в Ґао 2017 — теракт, що відбувся 18 січня 2017 року, коли терорист-смертник, керуючи транспортним засобом, начиненим вибухівкою, в'їхав у військовий табір поблизу Гао, Малі, вбивши 77 людей і поранивши щонайменше 115. Інцидент є найбільш смертоносним терактом в історії Малі.

## Інцидент
Близько 9:00 за місцевим часом, автомобіль, начинений вибухівкою, в'їхав до бази, де розташовувалися члени малійської армії і бойовики, які підписали мирну угоду з урядом.  Відповідно до слів прес-секретаря армії, автомобіль був позначений знаками відмінності військової частини. Десятки людей були вбиті, проте точне число було спочатку невідоме- малійський державний мовник ORTM заявив, що загинуло 47 людей, в той час як служба президента оцінила теракт в 60 загиблих і 115 поранених. 19 січня речник французької армії заявив, що число загиблих зросло до 77.
Аль-Каїда в ісламському Магрибі взяла на себе відповідальність за напад через організацію Аль-Мурабітун, яка заявила про те, що вибух був покаранням за співпрацю Малі з Францією.

## Відповідь
Президент Малі Ібрагім Бубакар Кейта оголосив триденний період національного трауру, в той час як міністр закордонних справ Абдулай Діоп заявив, що напад було скоєно злочинцем, боягузом і варваром, але він не зможе покласти кінець зусиллям уряду щодо досягнення миру з повстанцями країни..